# Phalanger intercastellanus
El Cuscus común de oriente (Phalanger intercastellanus) es una especie de marsupial de la familia Phalangeridae. Se encuentra en Papúa Nueva Guinea. En inglés su nombre es "Eastern Common Cuscus".
Habita en los bosques secundarios y primarios de los alrededores de Port Moresby y áreas rurales.